# Albizia lebbeck
El ébano de oriente (Albizia lebbeck) es una especie del género Albizia, nativo del sur tropical de Asia, y ampliamente cultivado en otras regiones tropicales y subtropicales. Es una de las especies más difundidas y comunes de Albizia en todo el mundo, a menudo es llamado simplemente "Siris", aunque este nombre puede referirse a cualquier miembro del género.

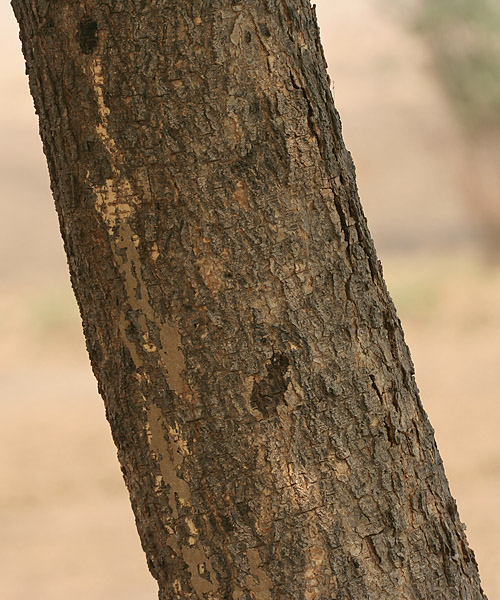
Tronco; Hodal, Faridabad District, Haryana (India).

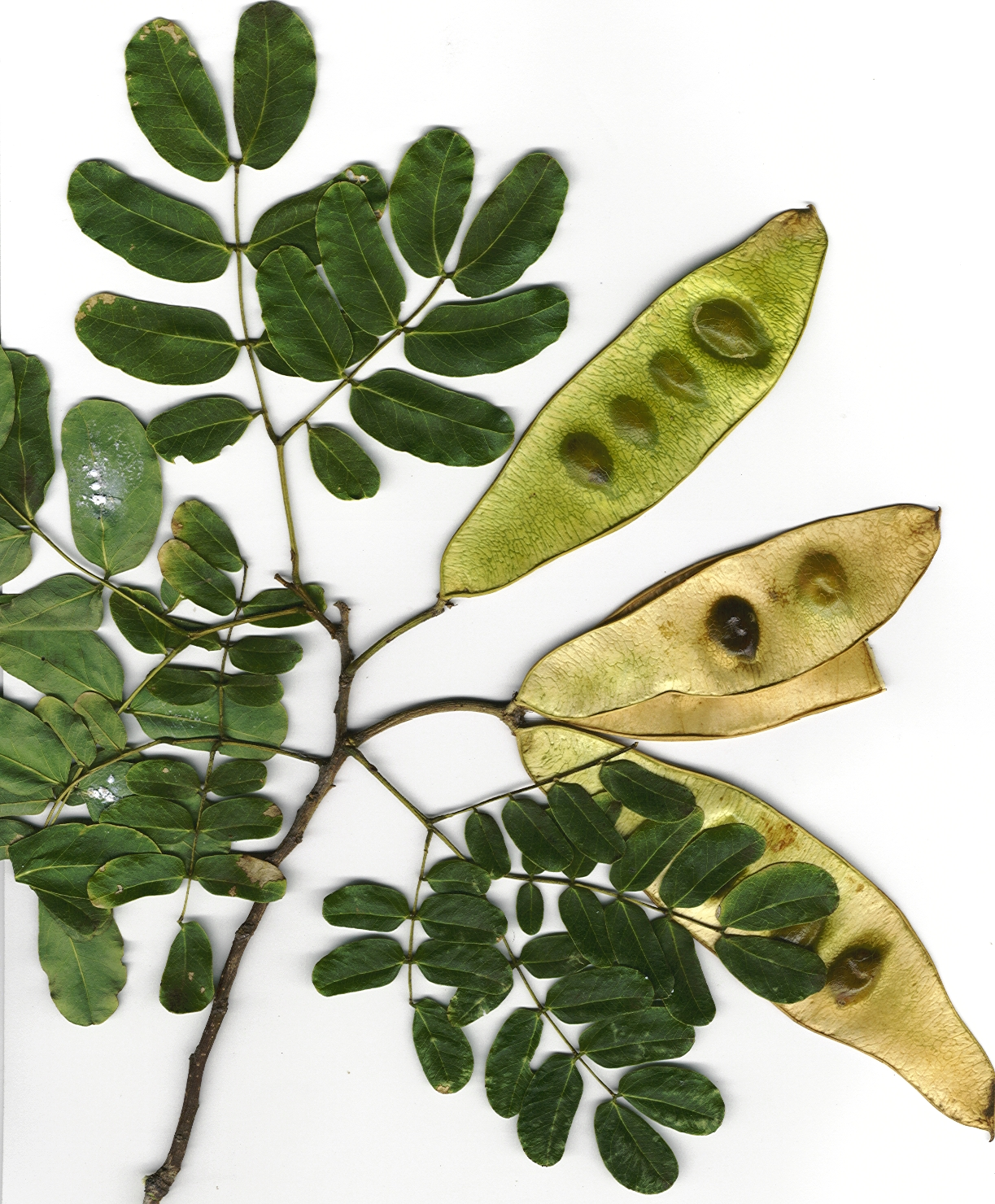
de Happy Valley, Maui, Hawái

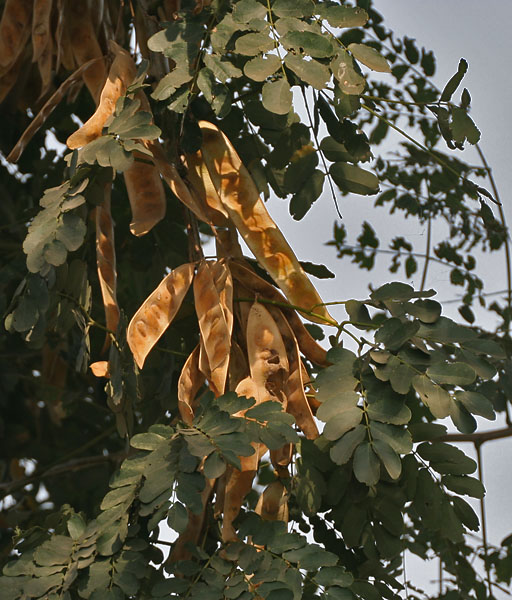
Hojas en Hodal, Faridabad District, Haryana (India).

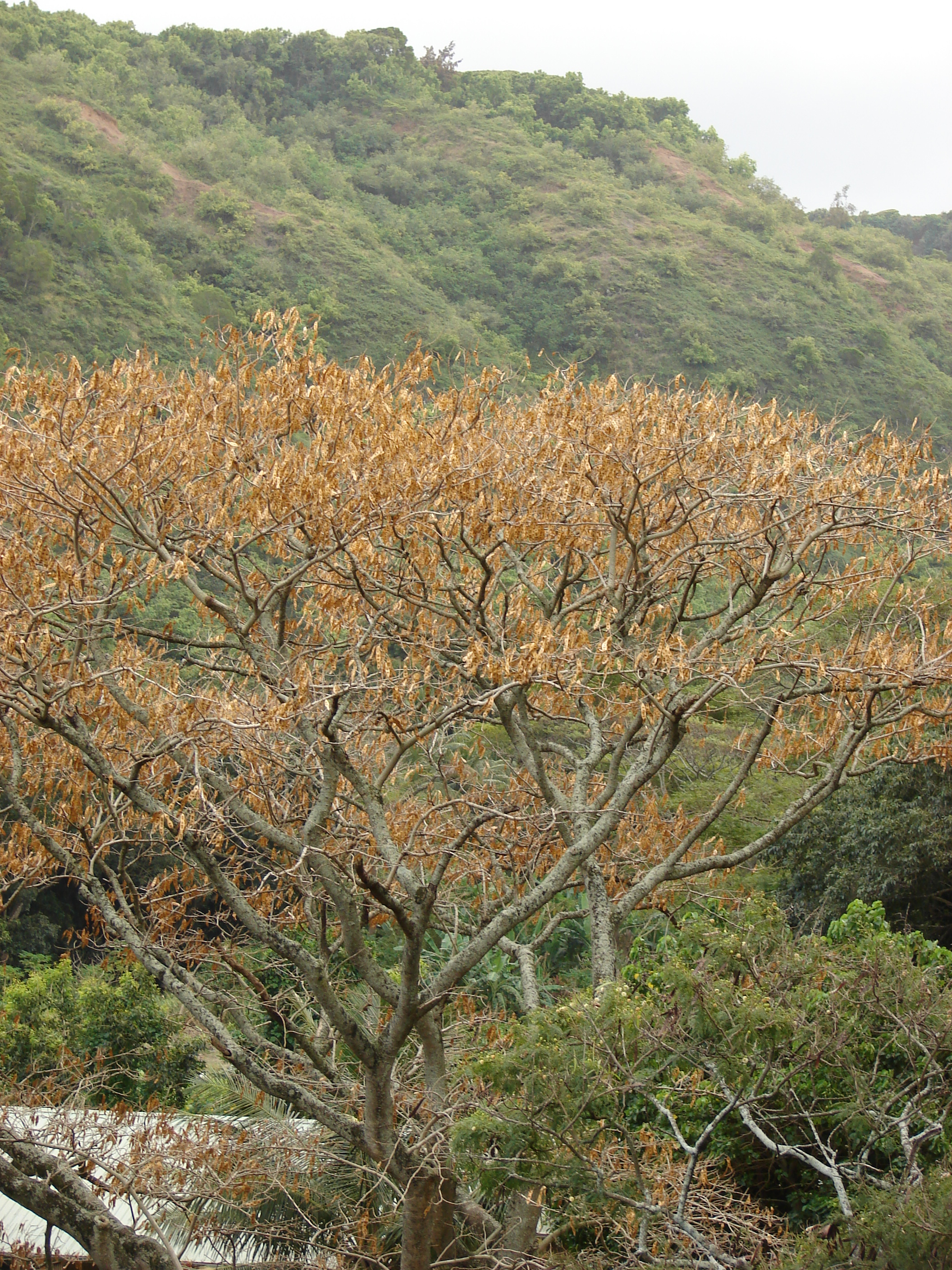
Frutos en West Maui, Hawái

## Descripción
Es un árbol que crece hasta alcanzar los 18-30 m de altura con un tronco de 50 cm a 1 m de diámetro. Las hojas son bipinnadas, de 7,5-15 cm de largo, con uno a cuatro pares de pinnas, cada pinna con 6-18 folíolos. Las flores son blancas, con numerosos estambres de 2,5-3,8 cm de largo, son muy fragantes. El fruto es una vaina de 15-30 cm de longitud y 2,5-5,0 cm de ancho, con seis a doce semillas.

## Usos

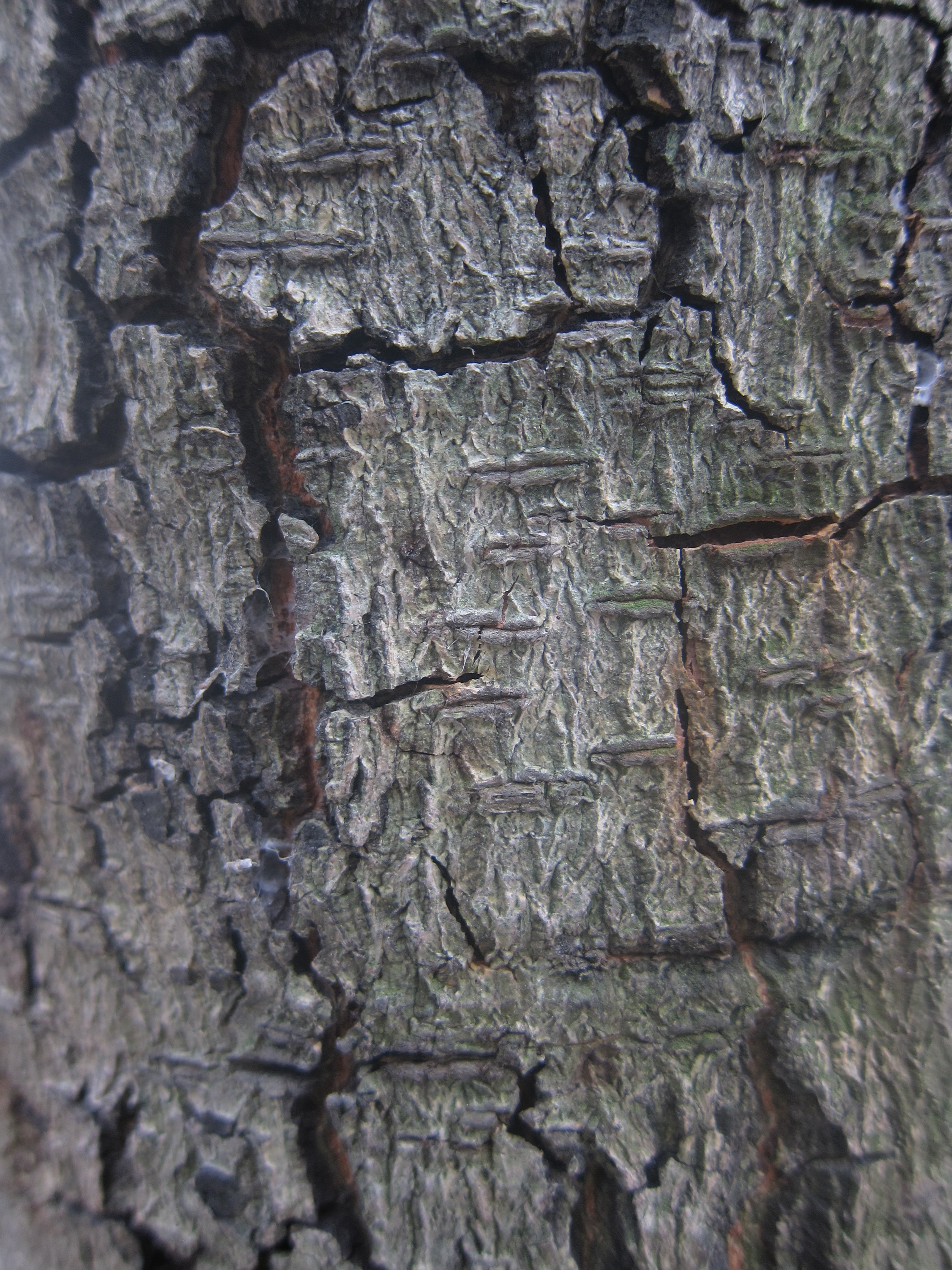
Corteza de Albizia lebbeck de un árbol de la calle en Quarry Bay.

Sus aplicaciones incluyen la gestión ambiental, el uso como forraje, utilizada como planta medicinal y el aprovechamiento de la madera. Se cultiva como árbol de sombra en el Norte y Sur de América. En la India, el árbol se utiliza para producir madera. La madera de Albizia lebbeck tiene una densidad de 0,55-0,66 g/cm³ o superior.
Aun cuando no es nativo de América, algunos herbívoros pueden utilizarlo como fuente de alimento. Por ejemplo, la mayor Rhea (Rhea americana) se ha observado que la incluye en su alimentación en el Cerrado de Brasil.

## Farmacología
A. Lebbeck se utiliza como astringente, para tratar forúnculos, tos, la gripe, gingivitis, problemas pulmonares, problemas pectorales, se utiliza como un tónico, y para tratar los tumores abdominales. La corteza se usa en medicina para tratar la inflamación. Albizia lebbeck es también psicoactiva.

## Taxonomía
La historia taxonómica de A. lebbeck es algo complicada. Fue originalmente descrita por Carlos Linneo como Mimosa lebbeck. George Bentham colocó la especie en su género actual. Fue publicado en London Journal of Botany 3: 87. 1844.
Etimología
Albizia: nombre genérico dedicado a Filippo del Albizzi, naturalista italiano del siglo XVIII que fue el primero en introducirla en Europa en el año 1740 desde Constantinopla.
lebbeck: epíteto
Sinónimos
- Acacia lebbeck (L.) Willd.
- Acacia macrophylla Bunge
- Acacia speciosa (Jacq.) Willd.
- Albizia latifolia B.Boivin
- Albizia lebbeck (L.) Benth. var. leucoxylon Hassk.
- Albizia lebbeck (L.) Benth. var. pubescens Haines
- Albizia lebbeck (L.) Benth. var. rostrata Haines
- Feuilleea lebbeck (L.) Kuntze
- Inga borbonica Hassk.
- Inga leucoxylon Hassk.
- Mimosa lebbeck L.
- Mimosa lebbek L. (orth.var.)
- Mimosa sirissa Roxb.
- Mimosa speciosa Jacq.

Mimosa speciosa Thunb. es Albizia julibrissin.
- Pithecellobium splitgerberianum Miq.